# 共産主義テロ
共産主義テロ（きょうさんしゅぎテロ）とは、共産主義思想によるテロ行為である。旧ソビエト連邦や中国、北朝鮮やカンボジアなどの共産主義国家による支援を得て行われたり、また、赤い旅団やドイツ赤軍、日本赤軍などの非政府の団体などに引き起こされる場合もある。どちらも経済や政治的な革命、臣民となることを目指している。